# مأساة مكبث
مأساة مكبث (بالإنجليزية: The Tragedy of Macbeth)‏ هو فيلم دراما أبيض وأسود أمريكي إنتاج 2021 من إخراج الأخوان كوين مبني على مسرحية وليم شكسبير مكبث.يعد أول فيلم يخرجه أحد الأخوان كوين دون تدخل الآخر.الفيلم من بطولة دنزل واشنطن،فرانسيس مكدورماند، وكوري هوكينز.
من المقرر عرض الفيلم في دور العرض في 25 ديسمبر 2021 وبعد ذلك سيعرض على أبل تي في + في 14 يناير 2022.